# Skiffermyggsnappare
Skiffermyggsnappare (Polioptila schistaceigula) är en fågel i familjen myggsnappare inom ordningen tättingar. Den förekommer i sydligaste Centralamerika och nordvästra Sydamerika. Beståndet anses vara livskraftigt.

## Utseende
Myggsnappare är små, gråaktiga fåglar som mycket aktivt rör sig genom växtligheten medan de konstant vippar, reser och brer ut sin långa stjärt för att skrämma upp insekter. Hane skiffermyggsnappare är helt sotgrå, bortsett från vita bågar kring ögonen och vitt på buken. Honan är mer lik tropikmyggsnappare, men har mörkare gråaktigt huvud med kontrasterande vitaktig kind och smalt vitt ögonbrynsstreck.

## Utbredning och systematik
Fågeln förekommer i tropiska skogar från östra Panama till nordvästra Ecuador. Den behandlas som monotypisk, det vill säga att den inte delas in i några underarter.

Skiffermyggsnapparens utbredningsområde.

## Levnadssätt
Skiffermyggsnapparen hittas i låglänt skog, där den vanligen ses i trädtaket. Den uppträder enstaka eller i par, men kan också slå följe med artblandade kringvandrande flockar.

## Status och hot
Arten har ett stort utbredningsområde, men tros minska i antal, dock inte tillräckligt kraftigt för att den ska betraktas som hotad. Internationella naturvårdsunionen IUCN listar arten som livskraftig (LC).